# Guyford Stever
Horton Guyford Stever (24 de outubro de 1916 — 9 de abril de 2010) foi um físico e engenheiro estadunidense.

## Biografia
Stever passou sua infância em Corning (Nova Iorque), vivendo a maior parte do tempo com sua avó materna. Graduado em física na Universidade Colgate e doutorado no Instituto de Tecnologia da Califórnia, em 1941. Foi então membro do laboratório de radiação do Instituto de Tecnologia de Massachusetts. Em 1942 iniciou o serviço militar com carreira civil em Londres, até o final da Segunda Guerra Mundial. Após o dia D foi enviado à França diversas vezes, a fim de estudar a tecnologia alemã.

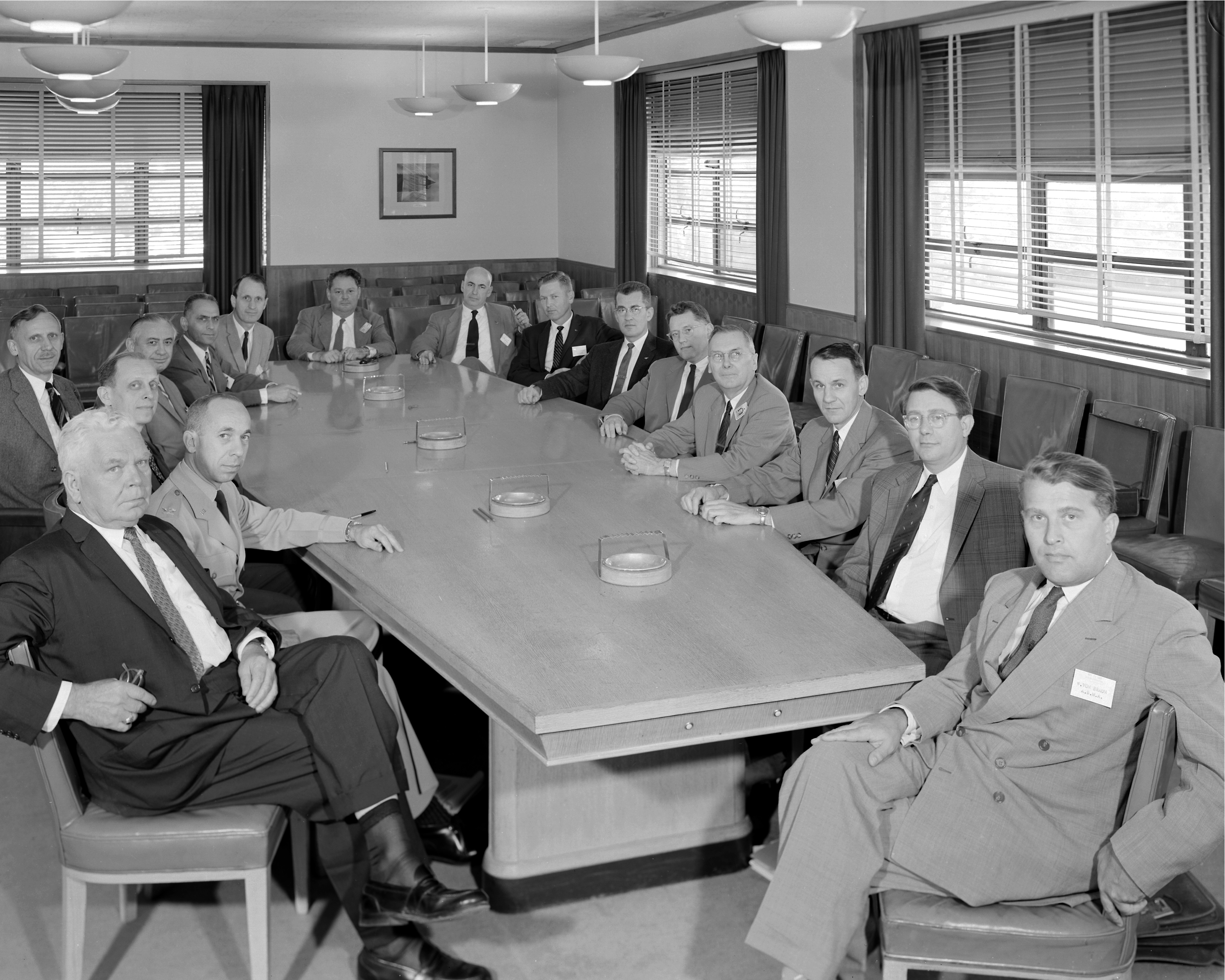
Comitê especial NACA sobre tecnologia espacial, em 26 de maio de 1958. Wernher von Braun é o primeiro da direita, e Stever é o terceiro a direita dele. Hendrik Wade Bode é o quarto a partir da esquerda